# أوغولين
أوغولين (بالكرواتية: Ogulin)، مدينة تتبع مقاطعة كارلوفاتش في شمال غرب كرواتيا. بلغ عدد سكانها 8,216 نسمة؛ وعدد سكان البلدية 13,915 نسمة بحسب إحصاء سنة 2011. تشتهر أوغولين بقلعتها التاريخية ومن المعروف Ogulin بقلعتها التاريخية وجبل كليك [الإنجليزية] القريب منها.

## المناخ
يظهر الجدول التالي التغييرات المناخية على مدار السنة لأوغولين:
| البيانات المناخية لـأوغولين                              | البيانات المناخية لـأوغولين | البيانات المناخية لـأوغولين | البيانات المناخية لـأوغولين | البيانات المناخية لـأوغولين | البيانات المناخية لـأوغولين | البيانات المناخية لـأوغولين | البيانات المناخية لـأوغولين | البيانات المناخية لـأوغولين | البيانات المناخية لـأوغولين | البيانات المناخية لـأوغولين | البيانات المناخية لـأوغولين | البيانات المناخية لـأوغولين | البيانات المناخية لـأوغولين |
| الشهر                                                    | يناير                       | فبراير                      | مارس                        | أبريل                       | مايو                        | يونيو                       | يوليو                       | أغسطس                       | سبتمبر                      | أكتوبر                      | نوفمبر                      | ديسمبر                      | المعدل السنوي               |
| -------------------------------------------------------- | --------------------------- | --------------------------- | --------------------------- | --------------------------- | --------------------------- | --------------------------- | --------------------------- | --------------------------- | --------------------------- | --------------------------- | --------------------------- | --------------------------- | --------------------------- |
| الدرجة القصوى °م (°ف)                                    | 19.8 (67.6)                 | 21.2 (70.2)                 | 25.4 (77.7)                 | 28.1 (82.6)                 | 32.4 (90.3)                 | 35.6 (96.1)                 | 39.5 (103.1)                | 39.5 (103.1)                | 33.2 (91.8)                 | 28.7 (83.7)                 | 24.7 (76.5)                 | 20.9 (69.6)                 | 39.5 (103.1)                |
| متوسط درجة الحرارة الكبرى °م (°ف)                        | 4.3 (39.7)                  | 6.2 (43.2)                  | 10.5 (50.9)                 | 14.6 (58.3)                 | 19.8 (67.6)                 | 23.0 (73.4)                 | 25.4 (77.7)                 | 25.2 (77.4)                 | 21.0 (69.8)                 | 15.2 (59.4)                 | 9.2 (48.6)                  | 5.5 (41.9)                  | 15.0 (59.0)                 |
| المتوسط اليومي °م (°ف)                                   | 0.5 (32.9)                  | 1.7 (35.1)                  | 5.5 (41.9)                  | 9.5 (49.1)                  | 14.4 (57.9)                 | 17.6 (63.7)                 | 19.5 (67.1)                 | 18.8 (65.8)                 | 15.0 (59.0)                 | 10.1 (50.2)                 | 5.0 (41.0)                  | 1.7 (35.1)                  | 9.9 (49.8)                  |
| متوسط درجة الحرارة الصغرى °م (°ف)                        | −3.1 (26.4)                 | −2.2 (28.0)                 | 1.0 (33.8)                  | 4.7 (40.5)                  | 9.0 (48.2)                  | 12.0 (53.6)                 | 13.5 (56.3)                 | 13.3 (55.9)                 | 10.1 (50.2)                 | 6.1 (43.0)                  | 1.4 (34.5)                  | −1.8 (28.8)                 | 5.3 (41.5)                  |
| أدنى درجة حرارة °م (°ف)                                  | −26.2 (−15.2)               | −28.5 (−19.3)               | −20.4 (−4.7)                | −8.8 (16.2)                 | −2.9 (26.8)                 | 1.6 (34.9)                  | 4.3 (39.7)                  | 2.4 (36.3)                  | −2.2 (28.0)                 | −5.7 (21.7)                 | −19.1 (−2.4)                | −22.3 (−8.1)                | −28.5 (−19.3)               |
| الهطول مم (إنش)                                          | 95.5 (3.76)                 | 101.0 (3.98)                | 109.1 (4.30)                | 126.9 (5.00)                | 117.3 (4.62)                | 133.7 (5.26)                | 111.7 (4.40)                | 115.4 (4.54)                | 143.1 (5.63)                | 159.6 (6.28)                | 168.7 (6.64)                | 142.8 (5.62)                | 1٬524٫8 (60.03)             |
| متوسط أيام هطول الأمطار (≥ 0.1 mm)                       | 15.0                        | 13.0                        | 13.4                        | 15.0                        | 14.2                        | 14.6                        | 11.1                        | 10.5                        | 11.5                        | 14.5                        | 15.0                        | 15.1                        | 162.9                       |
| متوسط الأيام المثلجة (≥ 1.0 cm)                          | 16.9                        | 14.6                        | 8.1                         | 1.9                         | 0.1                         | 0.0                         | 0.0                         | 0.0                         | 0.0                         | 0.2                         | 5.9                         | 15.3                        | 63.0                        |
| متوسط الرطوبة النسبية (%)                                | 82.3                        | 78.1                        | 72.5                        | 70.1                        | 70.8                        | 72.1                        | 72.3                        | 75.5                        | 79.7                        | 82.0                        | 83.6                        | 83.8                        | 76.9                        |
| ساعات سطوع الشمس الشهرية                                 | 68.2                        | 101.7                       | 142.6                       | 165.0                       | 223.2                       | 234.0                       | 279.0                       | 251.1                       | 186.0                       | 120.9                       | 72.0                        | 65.1                        | 1٬908٫8                     |
| المصدر: Croatian Meteorological and Hydrological Service |                             |                             |                             |                             |                             |                             |                             |                             |                             |                             |                             |                             |                             |

## أعلام
- لوكا سندريتش
- إيفانا بيرليتش ماجورانيتش
- أنتي بافيتش